# Hexagonia
Hexagonia — рід грибів родини Polyporaceae. Назва вперше опублікована 1838 року.

## Галерея

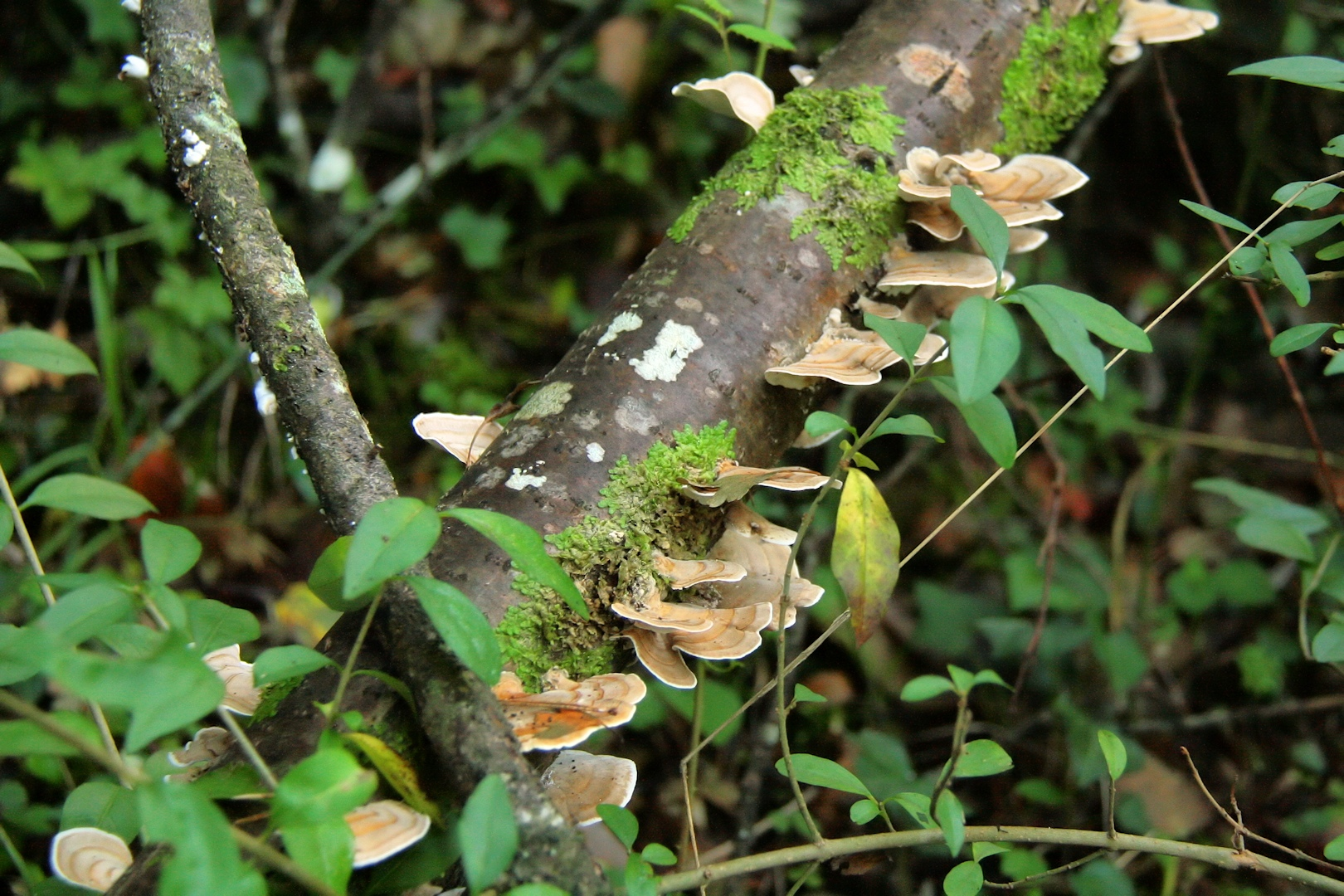
Hexagonia glabra
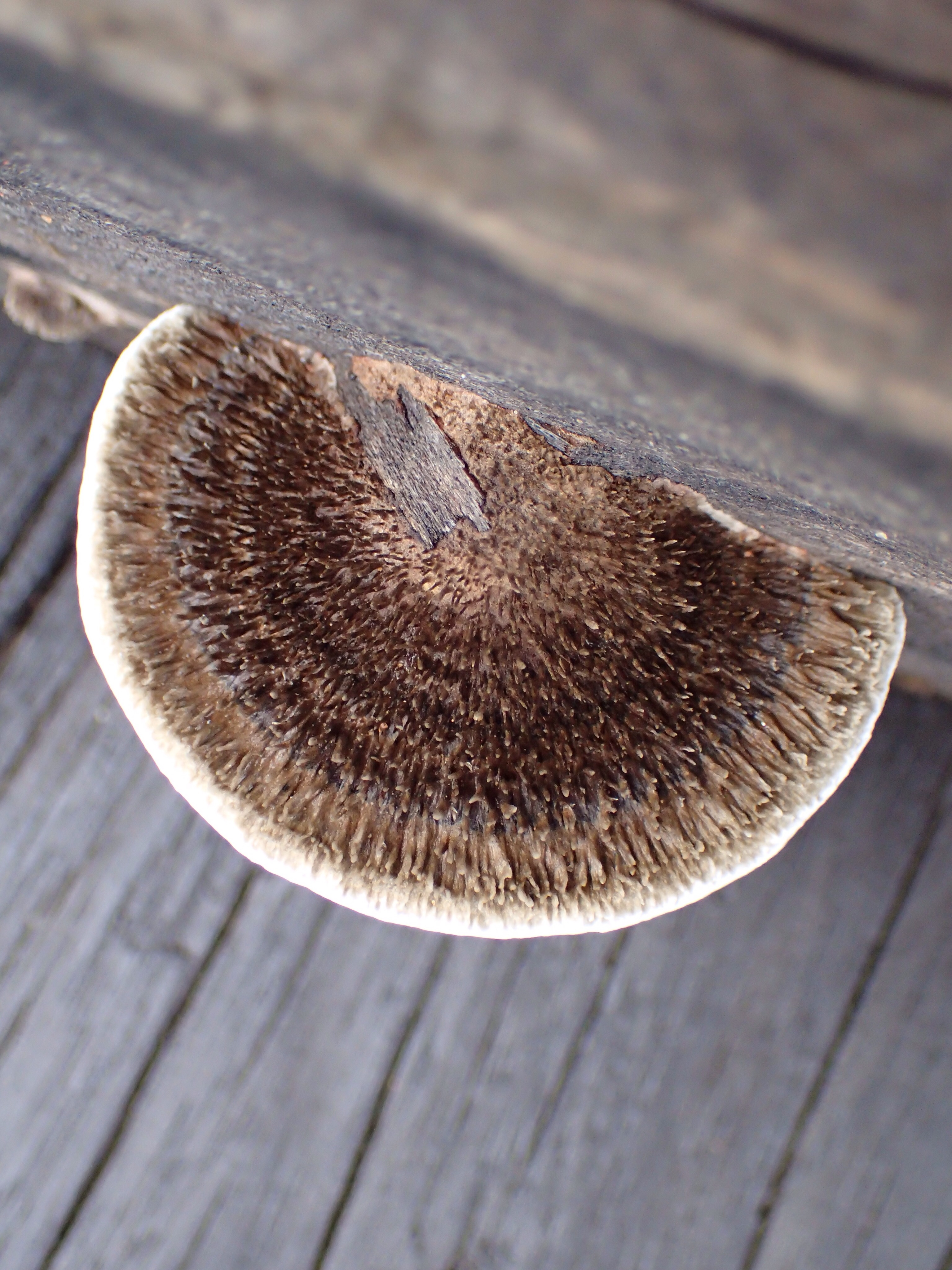
Hexagonia hydnoides
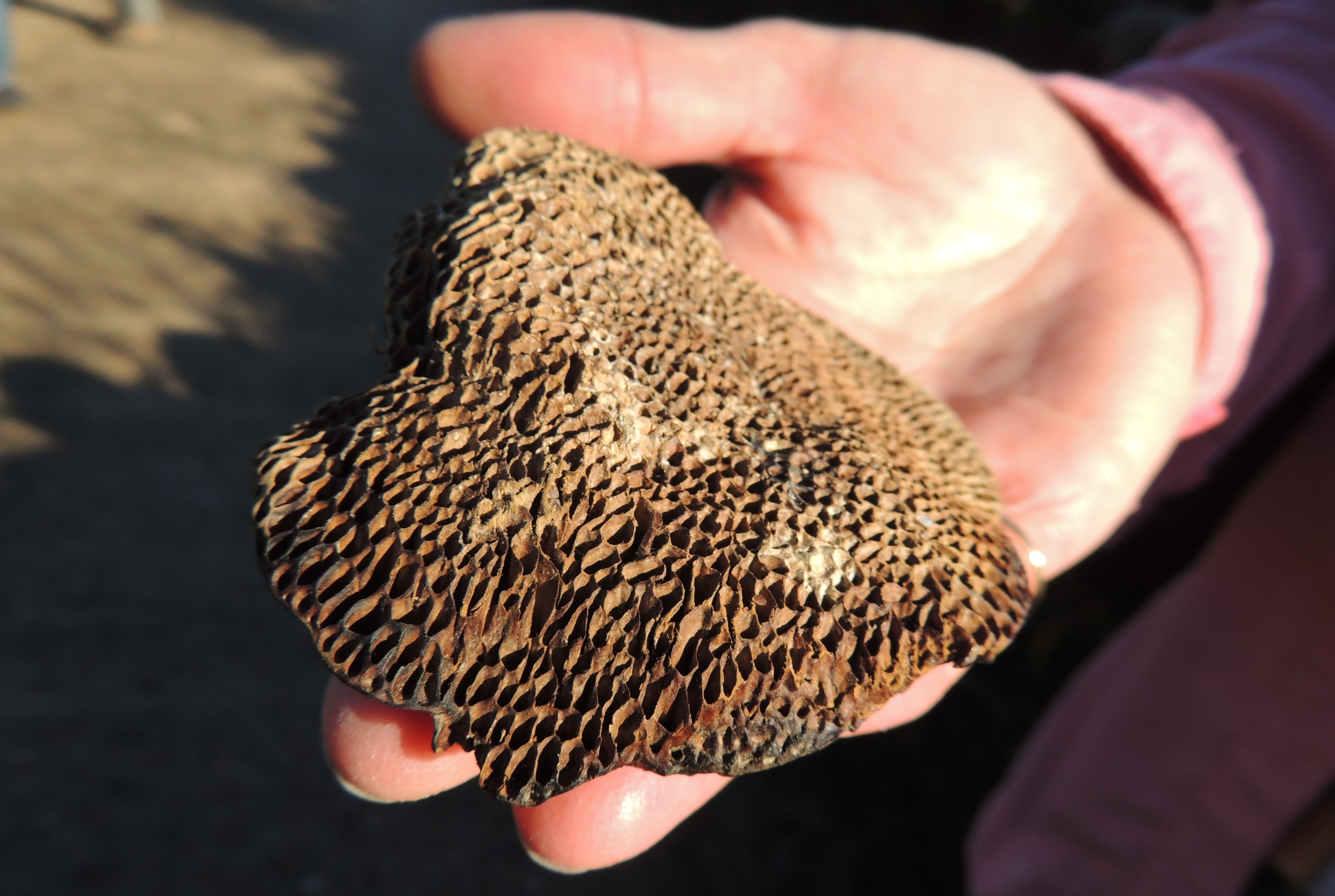
Hexagonia nitida
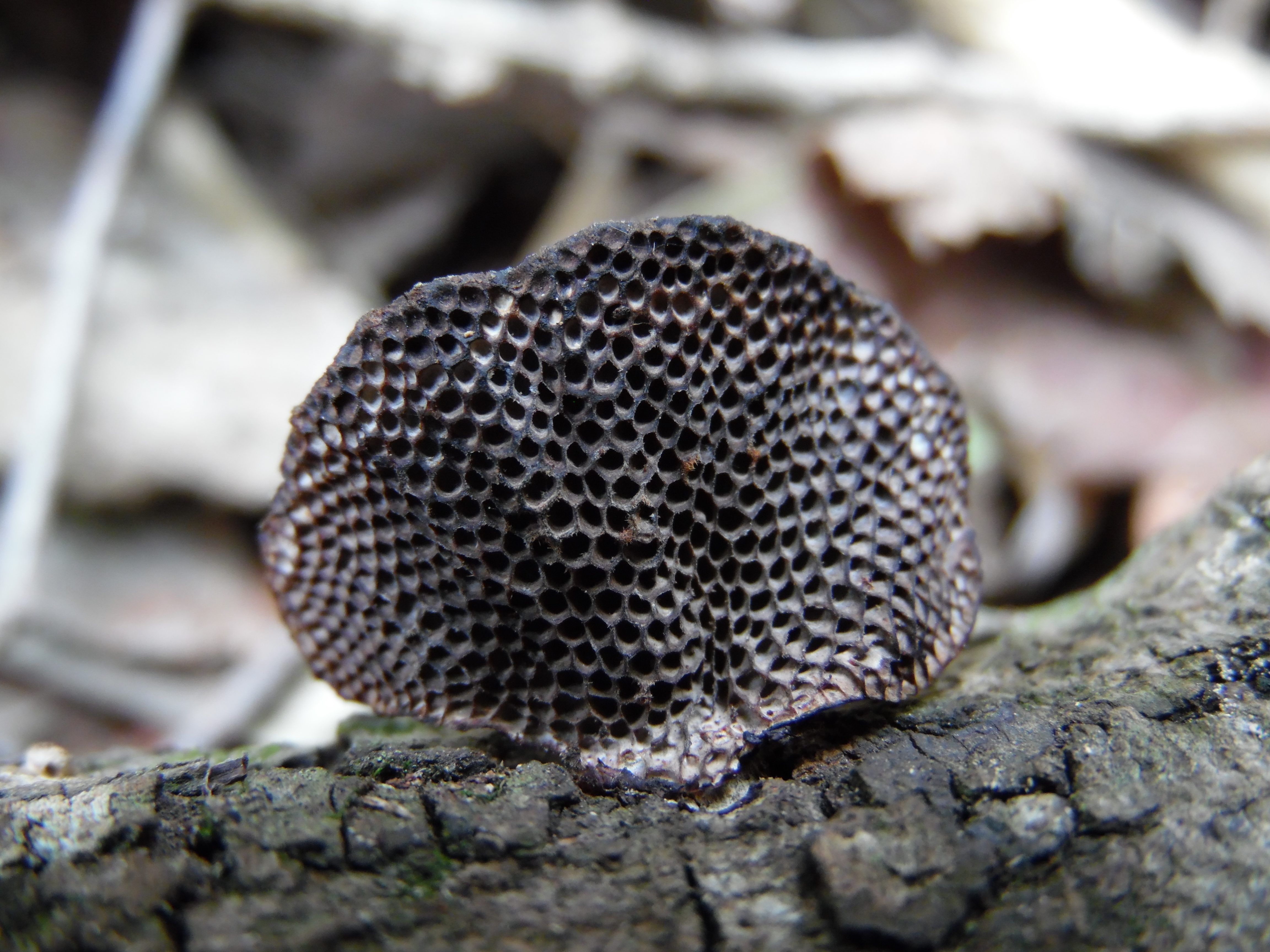
Hexagonia tenuis